# Hełmówka angielska
Hełmówka angielska (Galerina phillipsii D.A. Reid) – gatunek grzybów należący do rodziny podziemniczkowatych (Hymenogastraceae).

## Systematyka i nazewnictwo
Pozycja w klasyfikacji według Index Fungorum: Galerina, Hymenogastraceae, Agaricales, Agaricomycetidae, Agaricomycetes, Agaricomycotina, Basidiomycota, Fungi.
Po raz pierwszy opisał go w 1984 roku Derek Agutter Reid na wypalonej glebie pod brzozą, wierzbą i sosną w Wielkiej Brytanii. Wyznaczył holotyp. Polską nazwę nadał Władysław Wojewoda w 2003 r.

## Występowanie i siedlisko
Podano stanowiska w niektórych krajach w Europie. W Polsce do 2003 r. podano jedno stanowisko.
Naziemny saprotrof. W Polsce podano jego stanowisko na kwaśnej glebie w brzozowym lesie.